# 로맨틱 코미디

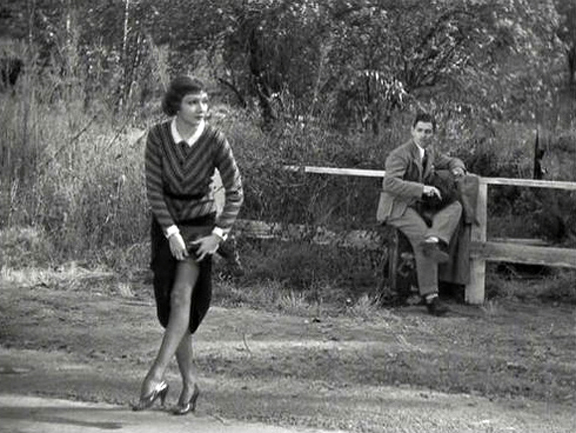
어느 날 밤에 생긴 일의 히치하이킹 장면

로맨틱 코미디(romantic comedy) 또는 로맨스 코미디는 희극과 연애 소설의 하위 장르로, 사랑이 모든 장애물을 극복할 수 있다는 것과 같은 낭만적인 아이디어를 중심으로 한 경쾌하고 유머러스한 줄거리에 초점을 맞춘다. 로맨틱 코미디는 고대 그리스 희극, 중세 로맨스, 18세기 복원기 코미디에서 발전했으며, 나중에 스크루볼 코미디, 직업 여성 코미디, 1950년대 할리우드의 섹스 코미디와 같은 하위 장르로 발전했다.
시간이 지남에 따라 이 장르는 전통적인 구조를 넘어 틀에 얽매이지 않는 주제를 통합하고, 성 역할을 재정의하며, 성인 주제를 다루면서도 로맨스와 유머라는 핵심 초점을 유지하며 확장되었다.
로맨틱 코미디의 일반적인 관례는 "만남"인데, 이는 초기 긴장을 조성하고 로맨틱한 스토리를 설정하는 유머러스하거나 예상치 못한 만남이다.

## 역사

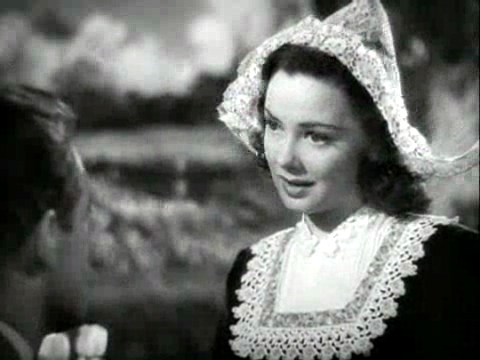
캐스린 그레이슨의 세븐 스위트하츠 (1942), 뮤지컬 로맨틱 코미디 영화

고대 그리스 희극의 풍요 의식과 사티로스극에 뿌리를 둔 코미디는 종종 성적 또는 사회적 요소를 포함해왔다.
옥스퍼드 문학 용어 사전은 로맨틱 코미디를 "주로 젊은 연인들의 어리석음과 오해를 경쾌하고 행복하게 마무리하며 진지한 풍자를 피하는 코미디에 대한 일반적인 용어"라고 정의한다. 이 자료는 "가장 잘 알려진 예는 1590년대 후반 셰익스피어의 코미디, 한여름 밤의 꿈, 십이야, 그리고 뜻대로 하세요가 가장 순수하게 로맨틱한 반면, 헛소동은 매너 코미디에 가깝고 베니스의 상인은 희비극에 가깝다"고 명시하고 있다.
그러나 "로맨스"가 "로맨틱한 사랑" 상황을 지칭하게 된 것은 서유럽 중세 시대에 궁정연애 문학 전통이 발전하고 나서였다. 이전에는 중세 기사 문학의 영웅적인 모험을 지칭했다. 이 모험들은 전통적으로 기사가 숙녀를 위해 펼치는 위업에 초점을 맞추었으며, 따라서 크레티앵 드 트루아의 수레의 기사 랑슬로에서처럼 사랑의 현대적인 주제들이 빠르게 그 안에 녹아들었다.

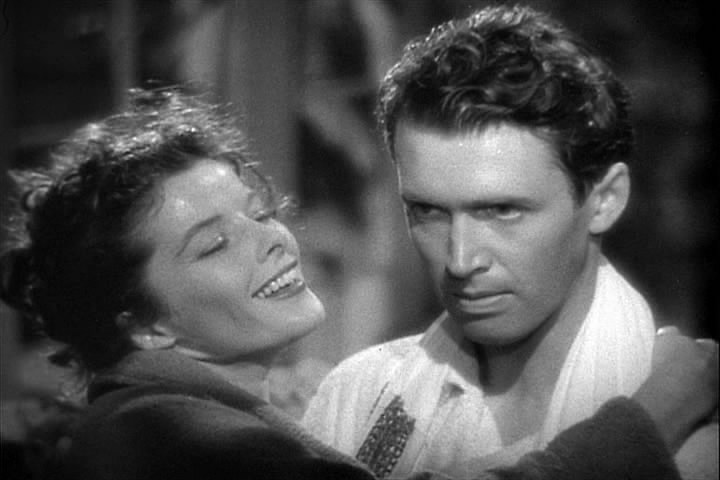
로맨틱 코미디의 정점으로 평가받는 필라델피아 스토리

현대 로맨틱 코미디 장르는 18세기 복원기 코미디와 19세기 낭만주의 멜로드라마에 의해 형성되었다. 복원기 코미디는 일반적으로 상류 사회의 복잡한 사회 규칙, 특히 결혼 시장을 탐색하는 것과 관련된 지식에 의존하는 매너 코미디였으며, 이는 윌리엄 위철리의 더 컨트리 와이프와 같은 많은 연극의 내재적 플롯 특징이었다. 낭만주의 시대의 멜로드라마는 코미디와 거의 관련이 없었지만, 가정 및 감상적 비극, "제스처, 몸, 추격의 스릴에 중점을 둔" 팬터마임, 그리고 노래와 민담과 같은 다른 표현 장르의 요소를 통합한 하이브리드였다.
20세기 할리우드가 성장하면서 미국의 로맨틱 코미디는 사회의 다른 측면과 마찬가지로 급격한 변화를 반영하여 수십 년에 걸쳐 많은 하위 장르를 발전시켰다. 이는 1920년대-1930년대 헤이즈 코드의 검열에 대한 반응으로 등장한 스크루볼 코미디, 제2차 세계대전 이후의 직업 여성 코미디(조지 스티븐스의 여성의 해처럼 캐서린 헵번과 스펜서 트레이시 주연), 그리고 1950년대-1960년대 록 허드슨과 도리스 데이가 인기 있게 만든 섹스 코미디를 통해 알 수 있다.

## 진화

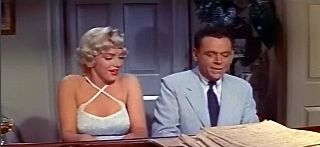
마릴린 먼로와 톰 이웰의 7년만의 외출 (1955년) 예고편

수년에 걸쳐 로맨틱 코미디는 남성과 여성 모두에게 점차 인기를 얻고 있다. 이들은 전통적인 구조를 넘어 다른 영역으로 확장되고 더욱 복잡한 주제를 탐구하기 시작했다. 이러한 영화들은 여전히 "중심 줄거리가 행복한 사랑 이야기인 가볍고 유머러스한 영화, 연극 등"이라는 전형적인 플롯을 따르지만 더 복잡하다.

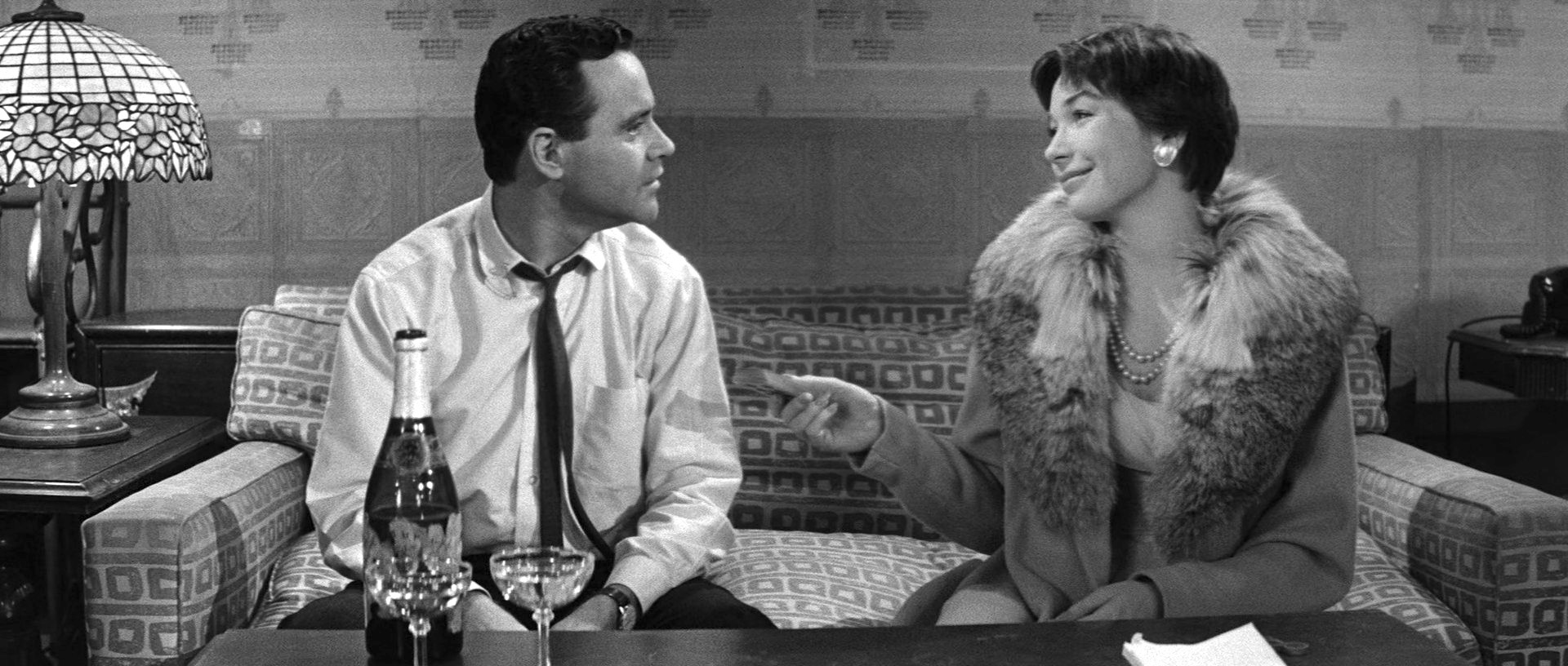
아파트 열쇠를 빌려드립니다는 역대 최고의 영화 중 하나로 평가받으며, 미국 영화 연구소와 사이트 & 사운드 잡지의 목록에 등장했다. 1994년에는 미국 의회도서관 미국 국립영화등기부에 포함될 25개 영화 중 하나로 선정되었다.

일부 로맨틱 코미디는 주인공에게 특별한 상황을 부여하는데, 예를 들어 웜 바디스에서는 주인공이 남자친구를 먹은 후 인간 소녀와 사랑에 빠지는 좀비이다. 그들의 사랑의 효과는 다른 좀비들에게 퍼지기 시작하고 심지어 그들을 치료하기 시작한다. 좀비 치료로 두 주인공은 더 이상 장벽이 없기 때문에 함께할 수 있다. 또 다른 이상한 상황은 잭 앤 미리 포르노 만들기에 나오는데, 두 주인공이 함께 포르노 영화를 만들면서 관계를 발전시키고 있다. 이 두 영화는 전형적인 스토리 아크를 따르면서도 독창성을 더하기 위해 이상한 상황을 추가한다.
다른 로맨틱 코미디는 로맨틱 코미디 장르의 표준적인 관습을 뒤집는다. 500일의 썸머와 같은 영화에서는 두 주인공이 결국 함께하지 못하여 주인공이 다소 비통해한다. 아담 (2009년 영화)과 같은 다른 영화에서는 두 주인공이 결국 헤어지지만 여전히 만족하며 다른 목표와 사랑의 대상을 추구한다.
일부 로맨틱 코미디는 코믹 효과를 더하기 위해 성 역할의 반전을 사용한다. 이러한 영화에는 사회가 부여한 성 역할에서 벗어나는 특성을 가진 인물들이 등장하는데, 사랑이 어떻게 변하니?에서 남성 주인공이 특히 자신의 감정에 잘 연결되어 있는 모습을 볼 수 있다. 또한 남주기 아까운 그녀에서도 여성 들러리들이 남성 주연의 호감도를 높이기 위해 부정적이고 다소 남성적인 모습으로 묘사되는 것을 볼 수 있다.
다른 로맨틱 코미디 리메이크는 비슷한 요소를 포함하지만, 결혼, 책임, 심지어 장애와 같은 더 성인적인 주제를 탐구한다. 저드 애퍼타우의 두 영화, 디스 이즈 40와 사고친 후에는 이러한 문제들을 다룬다. 디스 이즈 40는 40대에 접어든 부부의 중년의 위기를 다루고, 사고친 후에는 예상치 못한 임신과 그에 따른 책임 떠맡기를 다룬다. 실버라이닝 플레이북은 정신 질환과 새로운 관계를 시작하는 용기를 다룬다.
이 모든 것들은 로맨틱 코미디가 장르로서 되어버린 고정관념에 반한다. 그러나 로맨틱 코미디 장르는 단순히 하나의 구조이며, 이러한 모든 요소들이 이 영화들이 여전히 로맨틱 코미디라는 사실을 부정하지는 않는다.

## 계획된 로맨틱한 만남: "만남"
로맨틱 코미디 영화의 관습 중 하나는 영화 평론가인 로저 이버트 또는 AP 통신의 크리스티 레미르가 "만남" 상황이라고 부른, 특이하거나 코믹한 상황에서 두 잠재적 로맨틱 파트너가 계획적으로 만나는 오락적 요소이다. "만남" 동안 시나리오 작가는 종종 초기 성격 충돌이나 신념의 충돌, 당황스러운 상황을 묘사하거나 코믹한 오해나 신원 착오 상황을 도입함으로써 두 잠재적 파트너 사이에 어색함을 조성한다. 때로는 이 용어가 하이픈 없이("meet cute") 사용되거나 동사("to meet cute")로 사용되기도 한다.
로저 이버트는 만남의 개념을 "남자가 여자를 귀엽게 만나는 것"이라고 설명한다. 예시로 그는 "로스트 앤 파운드 (1979년 영화)의 만남은 글렌다 잭슨과 조지 시걸이 스위스에서 자동차로 서로를 들이받는 것이다. 정신을 차린 후, 그들은 스키를 타다가 서로 부딪히면서 다시 귀엽게 만난다. 결국 그들은 사랑에 빠진다"고 언급한다.

## 같이 보기
- 스크루볼 코미디
- 시트콤